# Ramón Muttis
Ramón Muttis (12 de març de 1899 - 12 de gener de 1955) fou un futbolista argentí.

## Selecció de l'Argentina
Va formar part de l'equip argentí a la Copa del Món de 1930. Pel que fa a clubs, destacà a Boca Juniors, Argentinos Juniors i Almagro.

## Referències

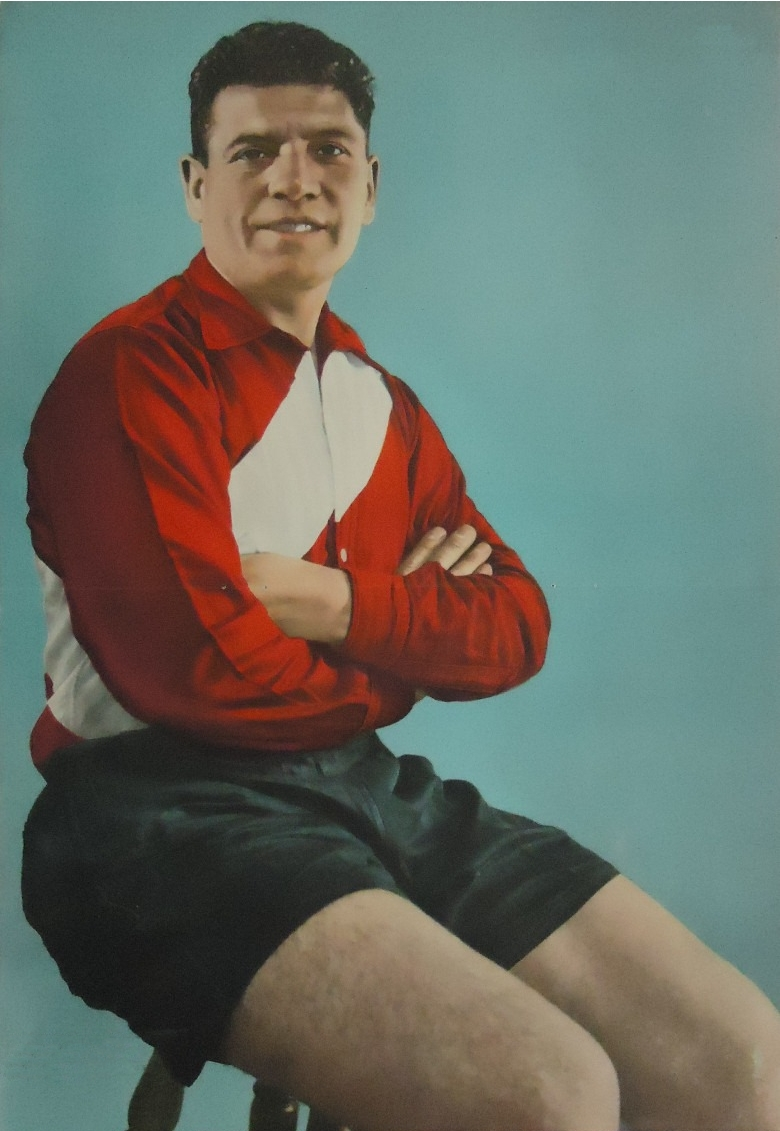
Ramón Muttis a Argentinos Juniors.